# Chlidanotinae
Chlidanotinae es una subfamilia  de lepidópteros ditrisios de la familia Tortricidae.  Tiene las siguientes tribus.

## Tribus
- Chlidanotini
- Hilarographini
- Polyorthini